# وسام استحقاق جمهورية ألمانيا الاتحادية
تأسس وسام استحقاق جمهورية ألمانيا الاتحادية (بالألمانية: Verdienstorden der Bundesrepublik Deutschland) عام 1951 من قبل الرئيس الاتحادي تيودور هويس، وهو الوسام الوحيد الفخري العام، وبالتالي يُعد هذا الوسام أعلى جائزة شرفية مكتسبة في خدمة الوطن والمجتمع.
يُمنح وسام الاستحقاق للمواطنين الألمان وكذلك الأجانب اعترافًا بالمزايا المكتسبة في المجالات الاجتماعية والفكرية والسياسية والاقتصادية، فضلا عن مزايا خاصة مكتسبة في خدمة جمهورية ألمانيا الاتحادية، على سبيل المثال في المجالات الاجتماعية الخيرية، كما تجدر الإشارة إلى أن منح وسام الاستحقاق لا يرافقه أي هبات مالية.

## تصنيف الوسام

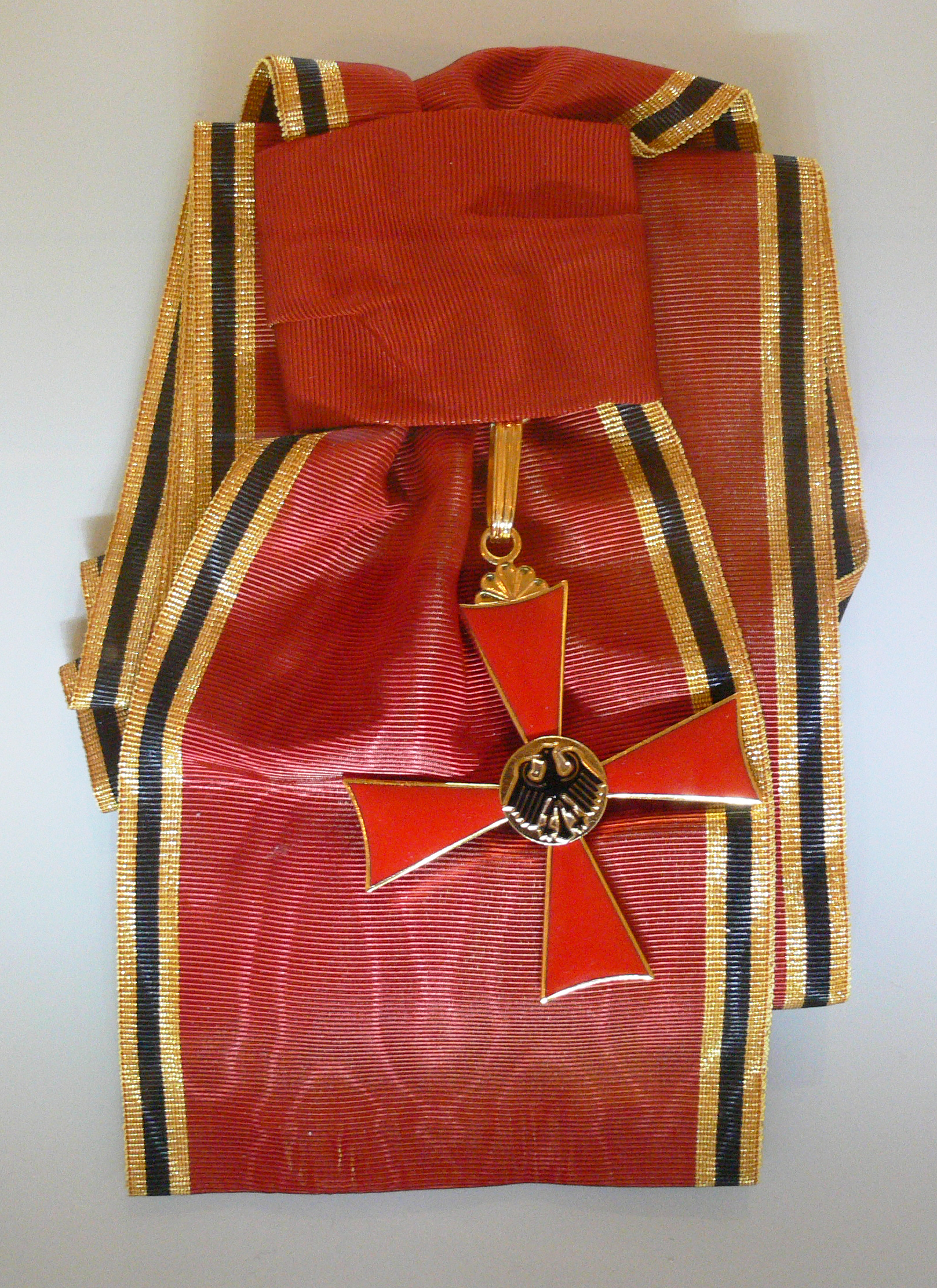
وسام الصليب الكبير

| التصنيف                                                                  | الوسام | مركز الوسام                                 | الخصائص                                       | التصنيف العالمي     |
| ------------------------------------------------------------------------ | ------ | ------------------------------------------- | --------------------------------------------- | ------------------- |
| ميدالية (Verdienstmedaille)                                              |        | على الجانب الأيسر من الكتف                  | ميدالية                                       |                     |
| وسام الفارس (Verdienstkreuz am Bande)                                    |        | على الجانب الأيسر من الكتف                  | فارس                                          |                     |
| وسام الضابط (Verdienstkreuz I. Klasse)                                   |        | على الجانب الأيسر من الكتف                  | ضابط                                          |                     |
| وسام القائد (Großes Verdienstkreuz)                                      |        | في الوسط                                    | قائد                                          |                     |
| وسام الضابط الأكبر (Großes Verdienstkreuz mit Stern)                     |        | في الوسط، وعلى مقربة من الجانب الأيسر للكتف |                                               | الضابط الأكبر       |
| وسام القائد الأكبر (Großes Verdienstkreuz mit Stern und Schulterband)    |        | في الوسط، وعلى مقربة من الجانب الأيسر للكتف |                                               | القائد الأكبر       |
| الوسام-الأكبر، الدرجة 1 (Großkreuz)                                      |        | في الجانب الأيسر من الكتف                   | طويل نوعا ما، ويمتاز بلون أحمر غامق           | الوسام الأكبر       |
| الوسام-الأكبر، الدرجة 1 (ميزة خاصة) (Großkreuz in besonderer Ausführung) |        | في الجانب الأيسر                            | هو الآخر طويل نوعا ما، وكذلك ذو لون أحمر غامق | الوسام الأكبر الخاص |
| الوسام-الأكبر (ميزة خاصة) (Sonderstufe des Großkreuzes)                  |        | في الجانب الأيسر من الكتف                   |                                               | ميزة خاصة           |

## أبرز الحاصلين عليه
- سيبيل شنيهاغه بان كيمون

## رابط خارجي
- دروس من وسام الاستحقاق من جمهورية ألمانيا الاتحادية مع ترجمة رسمية في الفرنسية، الإنجليزية، الاسبانية والروسية